# Terza Posizione
Terza Posizione (Tercera Posición, en español) fue una organización extra-parlamentaria italiana, fundada en febrero de 1976 por Walter Spedicato, Roberto Fiore (fundador del movimiento Forza Nuova), Gabriele Adinolfi y Peppe Dimitri.
Inicialmente, el nombre de este grupo era Lotta Studentesca habiendo sido posteriormente alterado para Terza Posizione. El objetivo de esta organización era subvertir el orden constitucional democrático para así crear un modelo propio de Estado, de inspiración neofascista. En el plano internacional, el grupo se oponía a los dos imperialismos, tanto el americano como el soviético, asumiéndose así como una tercera posición. El principal eslogan de la Terza Posizione era: "Né fronto rosso, né reazione, Terza Posizione!" ("¡Ni frente rojo, ni reacción, tercera posición!") lo que demuestra la posición alternativa de la organización frente al comunismo y al capitalismo.

## Ideología
La ideología de la Terza Posizione se desprende de algunas organizaciones neofascistas anteriores por su carácter agresivo y aguerrido, pero sin perder un fuerte componente nacional y popular. Las referencias culturales de la organización eran caracterizadas por una postura militarista, propaganda a un estilo de vida legionario y fuertes conexiones estéticas con el fascismo revolucionario y el nacionalsocialismo.